# Фойшор
Фойшор (рум. Foișor) — село у повіті Долж в Румунії. Входить до складу комуни Дренік.
Село розташоване на відстані 181 км на захід від Бухареста, 24 км на південь від Крайови.

## Населення
За даними перепису населення 2002 року у селі проживали 402 особи, усі — румуни. Усі жителі села рідною мовою назвали румунську.